# Gjin Progoni
Gjin Progoni (?-1208) was een Albanese edelman uit de Progoni-dynastie. Gjin volgde in 1198 de heerschappij van zijn vader Progon op over het vorstendom Arbër, een Albanese staat dat overeen kwam met het huidige centraal-Albanië. Gjin heerste onder de adellijke titel archont. In 1208 werd Gjin opgevolgd door zijn broer Dhimitër, die het vorstendom aanzienlijk uitbreidde en de titel van prins kende.